# Благословенна піснею
«Благословенна піснею» — ювілейний концерт з нагоди святкування 60-річчя Раїси Кириченко.

## Історія
Концерт відбувся 31 жовтня 2003 року Національному палаці мистецтв «Україна». Відеозапис концерту здійснений НТКУ транслювався в ефірі телеканалу УТР.
Під час концерту Президент України присвоїв Раїсі Кириченко звання Героя України та особисто вручив Орден Держави. З вітальним словом виступив Голова Верховної Ради України, а також було зачитано вітання від Прим'єр-міністра України.
У концерті взяли участь:
- Раїса Кириченко[5][6][7][8][9][10][11][12] та Микола Кириченко[13]
- Наталочка Шинкаренко[14][15]
- Оля Шитко[16]
- Тріо «Либідь»[17]
- Український народний хор «Калина»[18][19] Полтавського державного педагогічного університету імені В.Г. Короленка
- Черкаський державний академічний заслужений український народний хор[20]
- Національний Президентський оркестр
- Національний ансамбль танцю «Україна»[уточнити: ком.][21]

У 2004 році відбувся повторний показ запису концерту в ефірному блоці Каналу «Культура» на телеканалі УТ-2.
3 березня 2015 року у Полтаві відбувся однойменний концерт української народної пісні і танцю Валентини Колісник та ансамблю «Полтава». Відеозапис та трансляцію концерту здійснила ТРК «Лтава».